# Jerzy Główczewski (muzyk)
Jerzy Główczewski – polski saksofonista, kompozytor, pedagog. Absolwent Wydziału Jazzu i Muzyki Rozrywkowej Akademii Muzycznej im. Karola Szymanowskiego w Katowicach.

## Życiorys
Urodził się i wychował w Bytowie, karierę zaś rozpoczynał w Gdańsku. Jako uczeń średniej szkoły muzycznej współpracował z wieloma trójmiejskimi formacjami, m.in. z Basztą (wyróżnienie na festiwalu Jazz nad Odrą). W połowie lat 70. XX w. został również członkiem poznańskiego Ergo Bandu, z którym nagrał płytę Urszuli Sipińskiej pt. Zabaw się w mój świat (1975). Zwieńczeniem współpracy z zespołem jest dwumiesięczne tournée po ZSRR. Po powrocie saksofonista rozpoczyna studia na Wydziale Jazzu i Muzyki Rozrywkowej PWSM w Katowicach. Początek studiów to rozpoczęcie kilkuletniej współpracy z Big Bandem Katowice, z którym nagrał longplay Music for my friends (1977) i koncertował na festiwalach jazzowych w kraju (m.in. Jazz Jamboree, Warszawa), a także w Stanach Zjednoczonych (Reno Jazz Festival), Nevada i Barceley Jazz Festival, Kalifornia) i w Niemczech (Jazz Ost West, Norymberga). Po powrocie do kraju rozpoczyna współpracę z zespołem Extra Ball, z którym sporo koncertuje i nagrywa album Extra Ball (1978). Przed rozstaniem z formacją Jarosława Śmietany otrzymuje I nagrodę na Ogólnopolskim Konkursie Improwizacji Jazzowej w Katowicach. Od tego momentu rozpoczyna współpracę z Alex Bandem pod batutą Aleksandra Maliszewskiego, z którym dokonał wielu nagrań płytowych i telewizyjnych, akompaniując wykonawcom na Międzynarodowym Festiwalu w Sopocie (Jose Feliciano, Shirley Bassey), Krajowym Festiwalu Piosenki Polskiej w Opolu, Festiwalu Piosenki Polskiej w Witebsku (Białoruś) oraz na Festiwalu Piosenki Krajów Nadbałtyckich (Szwecja). Równolegle współpracuje m.in. ze: Zbigniewem Lewandowskim, Erykiem Kulmem, czy Markiem Bałatą. Ma na koncie ponad 400 koncertów w kraju i za granicą (m.in. Węgry, Słowacja, Norwegia, Niemcy, Szwajcaria, Stany Zjednoczone, Anglia, Grecja, Kuwejt), w tym liczne występy z gwiazdami jazzu i muzyki rozrywkowej. Od wielu lat uczestnik nagrań muzyki filmowej Zbigniewa Preisnera. Albumy Preisner’s Music i Requiem dla mojego przyjaciela były dystrybuowane na całym świecie. Prapremiera Requiem dla przyjaciela miała miejsce Teatrze Wielkim w Warszawie. W 1999 dzieło było pokazywane w legendarnym Royal Festival Hall w Londynie (z udziałem BBC Concert Orchestra). Wydarzenie powiązane było z wręczeniem potrójnej platynowej płyty za sprzedaż (300 tys. egzemplarzy) albumu Requiem dla mojego przyjaciela. W 2009 roku na III Festiwalu Prawykonań w Katowicach miało miejsce prapremierowe wykonanie kompozycji Krzysztofa Herdzina pt. Narracje na saksofon i orkiestrę (Jerzemu Główczewskiemu towarzyszyła Narodowa Orkiestra Symfoniczna Polskiego Radia w Katowicach), zaś w 2010 roku rejestracja koncertu z orkiestrą Sinfonia Varsovia. Muzyk od wielu lat jest członkiem big bandu Zbigniewa Czwojdy, który akompaniował artystom występującym na festiwalu Jazz nad Odrą, takim jak: Urszula Dudziak, Al Porcino, Bill Prince, Freddy Cole, Peter Herbolzheimer i in. W 2012 roku odbył się spektakularny koncert na festiwalu Bielska Zadymka Jazzowa – saksofonista wystąpił w roli lidera big bandu Silesian Band. W 2016 roku zaś koncert z powtórnym udziałem Narodowej Orkiestry Symfonicznej (w roli głównej legendarny Billy Cobham). Od 1999 roku muzyk jest członkiem grupy The Globetrotters pod wodzą Bernarda Maselego. Współpracuje również z Orkiestrą Rozrywkową eM Band oraz gościnnie z projektem Vibraslap. W swoim dorobku ma 50 płyt. Wykłada na katowickiej Akademii Muzycznej im. K. Szymanowskiego w klasie saksofonu, w randze profesora nadzwyczajnego. Jest autorem podręcznika pt. Współczesne techniki w improwizacji jazzowej, a także wykładowcą na Międzynarodowych Warsztatach Jazzowych w Chodzieży.